# 胡基夫卡
50°2′17″N 35°50′23″E / 50.03806°N 35.83972°E
胡基夫卡（烏克蘭語：Гуківка）是位於烏克蘭東部的村莊，由哈爾科夫州哈爾科夫區的索洛尼齊夫卡市鎮負責管轄。該村處於克里沃羅蒂夫卡河左岸，始建於1750年，面積0.2平方公里，海拔高度148米，2001年人口72。